# Лилит Мкъртчан
Лилит Мкртчян е арменска шахматистка, гросмайсторка при жените.

## Кариера
През 2001 г. заема 5-о място на световното за девойки до 20 годиини в Гоа, Индия.
През 2002 г. става европейска вицешампионка във Варна.
През 2006 г. печели бронзов медал от европейското индивидуално първенство в Кушадасъ, Турция.
Участва в световното първенство за жени в Налчик през 2008 г., където отпада на четвъртфиналите от китайката Хоу Ифан.

## Турнирни резултати
- 2007 г., Владимир (Русия): 1–2 м. с Наталия Сдебская на Мемориал Букова[5]